# Tazlina Mannix
Tazlina Mannix (ur. 14 czerwca 1986 w Palmer) – amerykańska biegaczka narciarska, zawodniczka klubu APU Nordic Ski Center.

## Kariera
Po raz pierwszy na arenie międzynarodowej Tazlina Mannix pojawiła się 4 stycznia 2003 roku w zawodach Pucharu Kontynentalnego w Rumford, gdzie zajęła 51. miejsce w biegu na 15 km techniką klasyczną. Dwa lata później wystąpiła na mistrzostwach świata juniorów w Rovaniemi, gdzie indywidualnie plasowała się poza czołową trzydziestką, a w sztafecie była jedenasta. Na mistrzostwach świata juniorów w Kranju w 2006 roku jej najlepszym wynikiem było 26. miejsce w sprincie stylem dowolnym. W 2007 roku była między innymi dziewiąta w biegu łączonym na 1 km podczas mistrzostw świata młodzieżowców w Tarvisio. Na tym samym dystansie zajęła ósme miejsce na rozgrywanych w 2008 roku mistrzostwach świata młodzieżowców w Malles Venosta. W Pucharze Świata zadebiutowała 22 stycznia 2008 roku w Canmore, zajmując 39. miejsce w biegu na 15 km stylem klasycznym. Mimo kilku sezonów startów nigdy nie zdobyła pucharowych punktów i nie została uwzględniona w klasyfikacji generalnej. Nigdy też nie brała udziału w igrzyskach olimpijskich ani mistrzostwach świata. Startowała także w zawodach FIS Marathon Cup, w których raz stanęła na podium - 27 lutego 2010 roku była druga w amerykańskim maratonie American Birkebeiner. W klasyfikacji generalnej sezonu 2009/2010 była dziesiąta. W 2011 roku zakończyła karierę.

## Osiągnięcia

### Mistrzostwa świata młodzieżowców
| Miejsce | Dzień     | Rok  | Miejscowość    | Konkurencja             | Czas biegu  | Strata      | Zwyciężczyni     |
| ------- | --------- | ---- | -------------- | ----------------------- | ----------- | ----------- | ---------------- |
| 14.     | 15 marca  | 2007 | Tarvisio       | 10 km stylem dowolnym   | 24:28,1 min | +53,4 s     | Silvana Bucher   |
| 9.      | 17 marca  | 2007 | Tarvisio       | 15 km łączony           | 13:03,7 min | +44,2 s     | Julija Czekalowa |
| 21.     | 26 lutego | 2008 | Malles Venosta | 10 km stylem klasycznym | 29:41,6 min | +1:57,3 min | Olga Tiagaj      |
| 8.      | 28 lutego | 2008 | Malles Venosta | 15 km stylem dowolnym   | 37:03,4 min | +32,5 s     | Olga Tiagaj      |

### Mistrzostwa świata juniorów
| Miejsce | Dzień       | Rok  | Miejscowość | Konkurencja              | Czas biegu  | Strata      | Zwyciężczyni           |
| ------- | ----------- | ---- | ----------- | ------------------------ | ----------- | ----------- | ---------------------- |
| 41.     | 23 marca    | 2005 | Rovaniemi   | Sprint stylem klasycznym | ?           | -           | Kari Vikhagen Gjeitnes |
| 47.     | 25 marca    | 2005 | Rovaniemi   | 5 km stylem dowolnym     | 14:24,8 min | +1:49,7 min | Natalja Iljina         |
| 11.     | 26 marca    | 2005 | Rovaniemi   | Sztafeta 4x3,3 km        | 54:11,1 min | +4.17,2 min | Norwegia               |
| 23.     | 31 stycznia | 2006 | Kranj       | Sprint stylem dowolnym   | ?           | -           | Astrid Jacobsen        |
| 33.     | 3 lutego    | 2006 | Kranj       | 10 km łączony            | 29:12,2 min | +2:13,0 min | Charlotte Kalla        |

### Puchar Świata

#### Miejsca w klasyfikacji generalnej
- sezon 2006/2007: -
- sezon 2007/2008: -
- sezon 2008/2009: -

#### Miejsca na podium
Mannix nigdy nie stała na podium zawodów Pucharu Świata.

### FIS Marathon Cup

#### Miejsca w klasyfikacji generalnej
- sezon 2009/2010: 10.

#### Miejsca na podium
| Nr | Dzień     | Rok  | Zawody               | Dystans               | Czas biegu  | Strata  | Pozycja | Zwyciężczyni     |
| -- | --------- | ---- | -------------------- | --------------------- | ----------- | ------- | ------- | ---------------- |
| 1. | 27 lutego | 2010 | American Birkebeiner | 52 km stylem dowolnym | 2:16:18,3 h | +31,1 s | 2.      | Rebecca Dussault |